# Lithobius chalusensis
Lithobius chalusensis är en mångfotingart som beskrevs av Matic 1969. Lithobius chalusensis ingår i släktet Lithobius och familjen stenkrypare.
Artens utbredningsområde är Iran. Inga underarter finns listade i Catalogue of Life.